# Interview (tidskrift)
Interview Magazine är ett månatligt amerikanskt magasin för populärkultur som grundades 1969 i USA av konstnären Andy Warhol och brittiske journalisten John Wilcock. Tidskriften, med smeknamnet "The Crystal Ball of Pop,", innehåller nära samtal mellan flera av världens största celebriteter, artister, musiker, och andra kreativa tänkare. Intervjuerna är ofta oredigerade eller redigerade på det excentriska vis som återfinns i Warhols böcker och The Philosophy of Andy Warhol: From A to B and Back Again.

### Fotnoter
1. ↑  Kevin Howell (13 december 2004). ”The Crystal Ball of Pop Culture”. Publishers Weekly. http://publishersweekly.com/pw/by-topic/authors/interviews/article/19521-the-crystal-ball-of-pop-culture.html. Läst 29 maj 2015.
2. ↑  Anna Wilson (17 juli 2014). ”Ten Things You Never Knew About Andy Warhol”. Clash Music. http://www.clashmusic.com/features/ten-things-you-never-knew-about-andy-warhol. Läst 29 maj 2015.